# Patrick Hoogmartens
Patrick Hoogmartens, né à Tongres le Modèle:Daet, est le troisième évêque du diocèse de Hasselt depuis 2004.

## Biographie
Patrick Hoogmartens a été ordonné prêtre pour le diocèse d'Hasselt le 4 juillet 1982.
Le 8 juillet 1997, le pape Jean-Paul II l'a nommé évêque coadjuteur d'Hasselt. L'évêque d'Hasselt, Paul Schruers, lui a conféré l'ordination épiscopale le 26 octobre de la même année ; les co-consécrateurs étaient le cardinal Godfried Danneels, archevêque de Malines-Bruxelles et évêque militaire de Belgique, Eugeen Laridon (nl), évêque auxiliaire de Bruges, Alexis Habiyambere (de) SJ, évêque de Nyundo (de), et Albert Houssiau, évêque de Liège.
Avec le départ à la retraite de Paul Schruers le 25 octobre 2004, il lui a succédé comme évêque de Hasselt,. Il est installé comme tel le 12 décembre 2004.